# Valon Berisha
Pour les articles homonymes, voir Berisha.
Valon Berisha, né le 7 février 1993 à Malmö en Suède, est un footballeur international norvégien puis kosovar. Il évolue au poste de milieu offensif à LASK.
Berisha a la particularité d'avoir été international pour deux sélections. Après avoir évolué dans toutes les équipes jeunes, il a d'abord représenté l'équipe de Norvège avec laquelle il joue vingt rencontres de 2012 à 2016. Berisha choisit d'évoluer avec la sélection kosovare, son pays d'origine, en 2016.

## Biographie

### Carrière en club
Issu d'une famille d'origine kosovare, Valon Berisha est le frère aîné de Veton Berisha. Il grandit à Eigersund en Norvège, et montre très tôt une grande habileté avec un ballon. Il débute en équipe première à l'âge de 15 ans au club d'Egersunds IK lors d'un match de troisième division contre Staal Jørpeland le 20 juin 2008. En tout, il joue 31 matchs et marque 11 fois pour EIK avant de quitter le club en faveur du Viking FK à l'été 2009. Ironie du sort, il joue son dernier match pour Egersund contre l'équipe de Staal Jørpeland, celle-là même qui l'avait vu débuté.
Il fait ses débuts en Tippeligaen le 22 mars 2010, en tant que remplaçant lors de la victoire 4-0 à domicile des Vikings contre le club de Brann Bergen. Il marque son premier but le 31 octobre 2010 contre l'équipe de Lillestrøm.
Quelques jours après avoir passé sa visite médicale, Valon Berisha s'engage le 3 juillet 2018 avec la Lazio de Rome pour un contrat de cinq ans.
Le 9 juillet 2020, il signe un contrat de quatre ans avec le Stade de Reims. Après trois ans et seulement quarante-et-un matchs, ainsi qu'un prêt en Australie, Berisha quitte Reims.

### Carrière en sélections

#### Avec la Norvège
Berisha joue pour l'équipe de Norvège des moins de 15 ans (en 2008 : 6 sélections) et a toujours joué pour l'équipe nationale. Il était considéré comme l'un des plus grands espoirs du football norvégien avant son choix de défendre les couleurs du Kosovo.
Le 15 janvier 2012, il fait ses débuts en équipe de Norvège, lors d'un match amical contre le Danemark. Le 26 juillet 2012, il signe en même temps qu'Håvard Nielsen en faveur du club autrichien du Red Bull Salzbourg, pour un montant de 12 millions de couronnes (environ 1,6 million d'euros).

#### Avec le Kosovo
Valon Berisha est autorisé par la FIFA à changer de pays le 5 septembre 2016, quelques heures seulement avant le premier match en compétition du Kosovo. Le 6 septembre 2016, il marque sur penalty le premier but de l'histoire du Kosovo en match officiel lors des éliminatoires de la Coupe du monde face à la Finlande.

## Palmarès
- Championnat d'Autriche : 2014, 2015, 2016, 2017 et 2018
- Coupe d'Autriche : 2014, 2015, 2016 et 2017